# HV DOS
DOS (voluit Door Oefening Sterk) is een Nederlandse handbalvereniging uit het Drentse Emmer-Compascuum.
In de periode van 2013 tot 2016 speelde het eerste damesteam van DOS op het hoogste niveau van Nederland en nam ook tweemaal deel aan het EHF-toernooi. In 2016 maakte de club bekend niet meer op het hoogste niveau te willen spelen en stapte uit de eredivisie.
In het seizoen 2020/2021 speelt het eerste damesteam in de hoofdklasse, het eerste herenteam speelt in de tweede divisie.

## Europees handbal
| Seizoen | Competitie    | Ronde | Land | Club                      | Totaalscore | 1e W    | 2e W    |
| ------- | ------------- | ----- | ---- | ------------------------- | ----------- | ------- | ------- |
| 2014/15 | Challenge Cup | 3R    | Vlag | Union Mios Biganos-Begles | 59 - 61     | 28 - 29 | 31 - 32 |
| 2015/16 | Challenge Cup | 2R    | Vlag | ABU Baku                  | 41 - 56     | 19 - 27 | 22 - 29 |
| 2015/16 | Challenge Cup | L16   | Vlag | ZRK Knjaz Milos           | 45 - 60     | 27 - 33 | 18 - 27 |

## Resultaten
- 2001 9e
Eerste divisie A
- 2002 10e
Eerste divisie A
- 2003
- 2004
- 2005
- 2006
- 2007
- 2008
- 2009
- 2010
- 2011 1e
Hoofdklasse A
- 2012
- 2013 1e
Eerste divisie
- 2014 3e
Eredivisie
- 2015 5e
Eredivisie
- 2016 6e
Eredivisie
- 2017 1e
Hoofdklasse A
- 2018 7e
Tweede divisie A
- 2019 11e
Tweede divisie A
- 2020 6e
Hoofdklasse A
- 2021
Hoofdklasse A
- 2022 1e
Hoofdklasse A

- Eredivisie
- Eerste divisie
- Tweede divisie
- Hoofdklasse